# Фегервар (футбольний клуб)
«Фегервар» (угор. Fehérvár) — угорський футбольний клуб із Секешфегервара, заснований у 1941 році. Виступає у найвищому дивізіоні Угорщини.

## Історія
До липня 2018 року мав назву «Відеотон», з липня 2018 до травня 2019 року клуб, з причин спонсорства, змінив назву на «МОЛ Віді». «MOL» — міжнародна нафтова компанія, найбільша в Угоршині, яка є спонсором клубу. У 2019 клуб знову змінив свою назву: цього разу на MOL Fehérvár FC.

## Склад
Станом на 2 лютого 2022
| №  | Поз. | Нац.                 | Гравець                   |
| -- | ---- | -------------------- | ------------------------- |
| 1  | ВР   | Угорщина             | Даніель Ковач             |
| 4  | ЗХ   | Угорщина             | Чаба Шпандлер             |
| 5  | ЗХ   | Угорщина             | Аттіла Фіола              |
|    | ЗХ   | Україна              | Артем Шабанов             |
| 7  | ПЗ   | Україна              | Іван Петряк               |
| 8  | ПЗ   | Україна              | Богдан Мельник            |
| 9  | НП   | Грузія               | Буду Зівзівадзе           |
| 10 | НП   | Косово               | Лірім Кастраті            |
| 11 | ЗХ   | Угорщина             | Лоїк Него                 |
| 13 | ПЗ   | Угорщина             | Жолт Кальмар              |
| 15 | НП   | Боснія і Герцеговина | Армін Ходжич              |
| 17 | НП   | Угорщина             | Неманья Ніколич (капітан) |
| 19 | НП   | Боснія і Герцеговина | Кенан Кодро               |
| 20 | НП   | Бразилія             | Евандро                   |
| 21 | ПЗ   | Португалія           | Рубен Пінто               |
| 22 | ЗХ   | Угорщина             | Стопіра                   |

| №  | Поз. | Нац.      | Гравець                          |
| -- | ---- | --------- | -------------------------------- |
| 23 | ПЗ   | Угорщина  | Палко Дардаї                     |
| 26 | ЗХ   | Чехія     | Міхаель Люфтнер                  |
| 27 | НП   | Угорщина  | Левент Шабо                      |
| 30 | НП   | Гамбія    | Ламін Яллоу (оренда з «Віченци») |
| 35 | ВР   | Угорщина  | Бенсе Гундел-Такач               |
| 42 | ВР   | Сербія    | Еміл Роцков                      |
| 55 | ЗХ   | Німеччина | Марцель Гайстер                  |
| 65 | ЗХ   | Угорщина  | Сільвестер Анг'я                 |
| 70 | НП   | Нігерія   | Фуншо Бамгбойе                   |
| 74 | ВР   | Угорщина  | Адам Ковачік                     |
| 77 | НП   | Угорщина  | Кевін Чобот                      |
| 95 | ПЗ   | Бразилія  | Алеф                             |
| 99 | НП   | Угорщина  | Даніель Жорі                     |
|    | ПЗ   | Франція   | Лаес Урі                         |
|    | ПЗ   | Бельгія   | Семі Бурар                       |

## Досягнення
Чемпіонат Угорщини
- Чемпіон (3): 2011, 2015, 2018
- Віце-чемпіон (8): 1976, 2010, 2012, 2013, 2016, 2017, 2019, 2020

Кубок Угорщини
- Володар (2): 2006, 2019
- Фіналіст (5): 1982, 2001, 2011, 2015, 2021

Суперкубок Угорщини
- Володар (2): 2011, 2012
- Фіналіст (3): 2006, 2010, 2015

Кубок угорської ліги:
- Володар (3): 2008, 2009, 2012

Кубок УЄФА
- Фіналіст (1): 1984-85